# Déficit écologique
Un déficit écologique survient lorsque l'empreinte écologique de la population d'un territoire dépasse la biocapacité de ce territoire. Inversement, un excédent écologique se constitue lorsque la biocapacité du territoire dépasse l'empreinte écologique de la population vivant sur ce territoire. Lorsqu'un territoire est en déficit écologique, soit la population concernée importe de la biocapacité par le biais des importations de produits et de services, soit elle détruit des ressources écologiques. Par contre, un déficit écologique global au niveau de la planète ne peut pas être compensé par des importations : il se traduit par un dépassement. C'est le cas actuellement. En 2016, le jour du dépassement était le 8 août. 

## Statistiques mondiales
En 2015, l'organisation Global Footprint Network (GFN) indique que 123 pays ont un déficit écologique, notamment le Moyen-Orient et l'Afrique du Nord, l'Europe à l'exception des pays du Nord, les États-Unis, les pays très peuplés (Chine, Inde, Nigeria, Japon, Afrique du Sud...).

## Comment réduire un déficit écologique
Pour réduire le déficit écologique d'une zone, il faut :
- soit réduire l'empreinte écologique de la zone, en agissant sur l'empreinte environnementale des organisations ou des produits dans cette zone ;
- soit augmenter la biocapacité de la zone, en augmentant la capacité agricole et la capacité forestière (lutter contre la déforestation).